# Adrian Mariappa
Adrian Joseph Mariappa (ur. 3 października 1986 w Londynie) – piłkarz jamajski grający na pozycji obrońcy. Od 2023 roku jest zawodnikiem klubu Salford City. Posiada także obywatelstwo brytyjskie.

## Kariera klubowa
Swoją karierę piłkarską Mariappa rozpoczął w klubie Watford. W 2005 roku stał się zawodnikiem pierwszej drużyny Wimbledonu. 14 lutego 2006 roku zadebiutował w barwach Watfordu w Football League Championship w przegranym 1:2 wyjazdowym meczu z Leeds United. W sezonie 2005/2006 awansował z Watfordem do Premier League, jednak pobyt tego klubu w najwyższej klasie rozgrywkowej Anglii trwał rok i w sezonie 2006/2007 wrócił on do Championship. 31 stycznia 2009 Mariappa strzelił swojego pierwszego gola w barwach Watfordu, w wyjazdowym meczu z Wolverhampton Wanderers. W zespole Watfordu Jamajczyk występował do końca sezonu 2011/2012.
W lipcu 2012 roku Mariappa podpisał kontrakt z beniaminkiem Premier League, zespołem Reading. Zadebiutował w nim 29 września 2012 roku w zremisowanym 2:2 domowym meczu z Newcastle United.
2 września 2013 roku przeszedł do Crystal Palace.
| Sezon   | Klub           | Kraj   | Rozgrywki      | Mecze | Bramki |
| ------- | -------------- | ------ | -------------- | ----- | ------ |
| 2005/06 | Watford        | Anglia | Championship   | 3     | 0      |
| 2006/07 | Watford        | Anglia | Premier League | 19    | 0      |
| 2007/08 | Watford        | Anglia | Championship   | 25    | 0      |
| 2008/09 | Watford        | Anglia | Championship   | 39    | 1      |
| 2009/10 | Watford        | Anglia | Championship   | 46    | 1      |
| 2010/11 | Watford        | Anglia | Championship   | 45    | 1      |
| 2011/12 | Watford        | Anglia | Championship   | 39    | 1      |
| 2012/13 | Reading        | Anglia | Premier League | 29    | 1      |
| 2013/14 | Crystal Palace | Anglia | Premier League | 24    | 1      |
| 2014/15 | Crystal Palace | Anglia | Premier League | 12    | 0      |
| 2015/16 | Crystal Palace | Anglia | Premier League | 3     | 0      |
| 2016/17 | Watford        | Anglia | Premier League | 7     | 0      |
| 2017/18 | Watford        | Anglia | Premier League | 28    | 0      |
| 2018/19 | Watford        | Anglia | Premier League | 26    | 0      |

## Kariera reprezentacyjna
W reprezentacji Jamajki Mariappa zadebiutował 9 czerwca 2012 roku w wygranym 2:1 meczu eliminacji do MŚ 2014 z Gwatemalą.